# Halectinosoma ornatum
Halectinosoma ornatum är en kräftdjursart som beskrevs av Lang 1965. Halectinosoma ornatum ingår i släktet Halectinosoma och familjen Ectinosomatidae. Inga underarter finns listade i Catalogue of Life.